# Pintura de Uruguay
Con el nombre de Pintura de Uruguay se refiere a la producción pictórica realizada en territorio uruguayo.

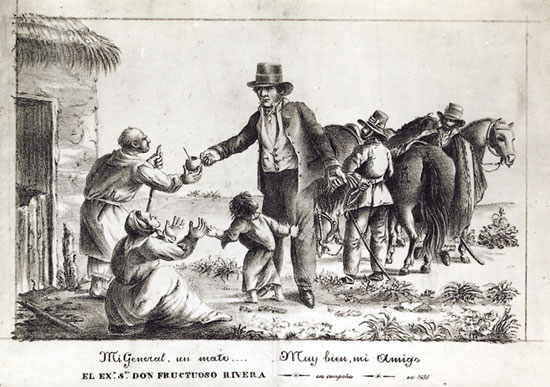
Juan Manuel Besnes e Irigoyen, Fructuoso Rivera recibiendo un mate de un paisano Litografía (ca. 1830)

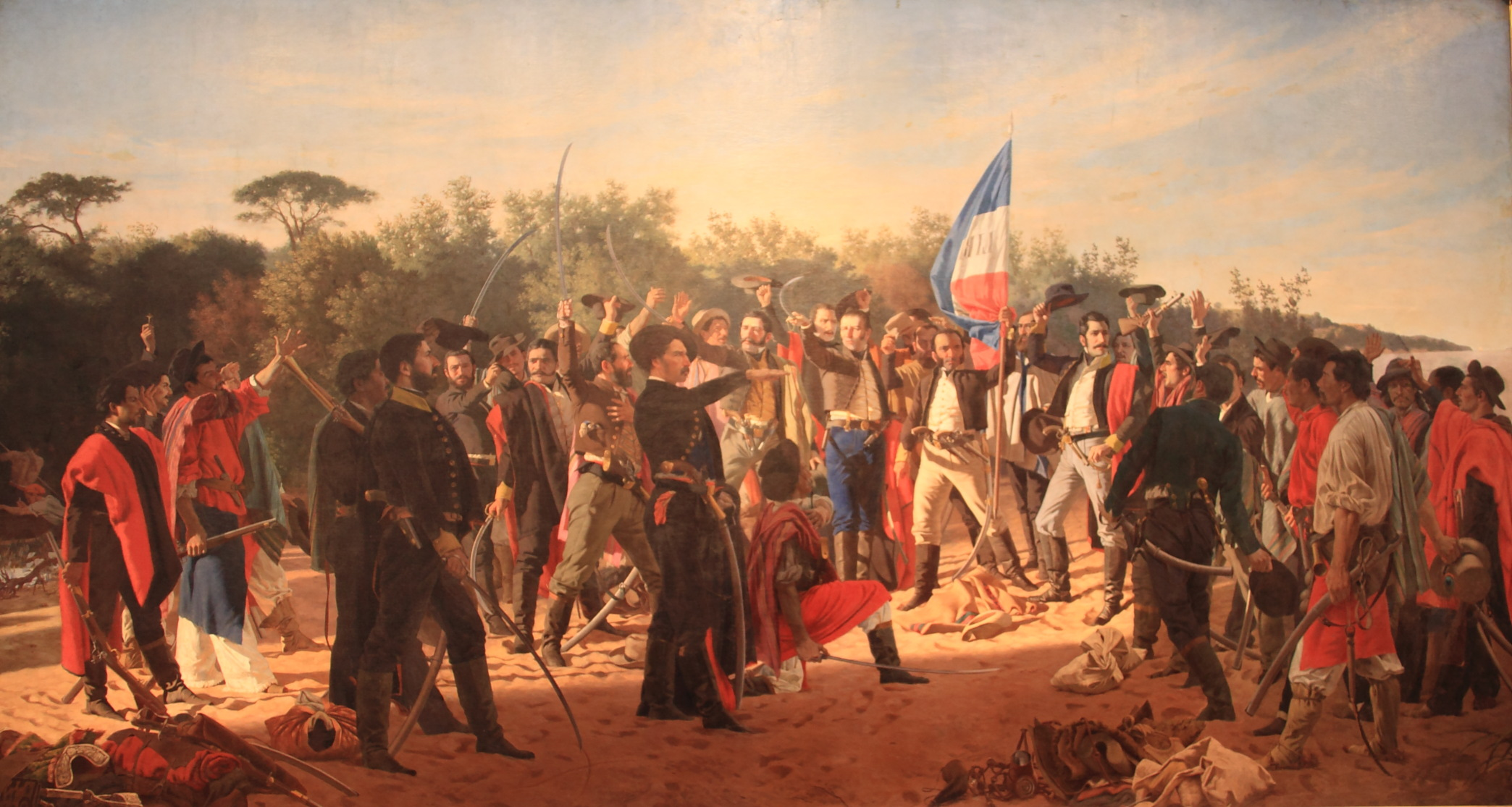
Juan Manuel Blanes, El juramento de los Treinta y Tres Orientales (1878) Museo Juan Manuel Blanes

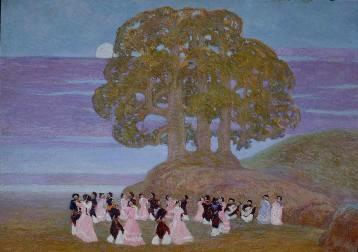
Pedro Figari, Pericón

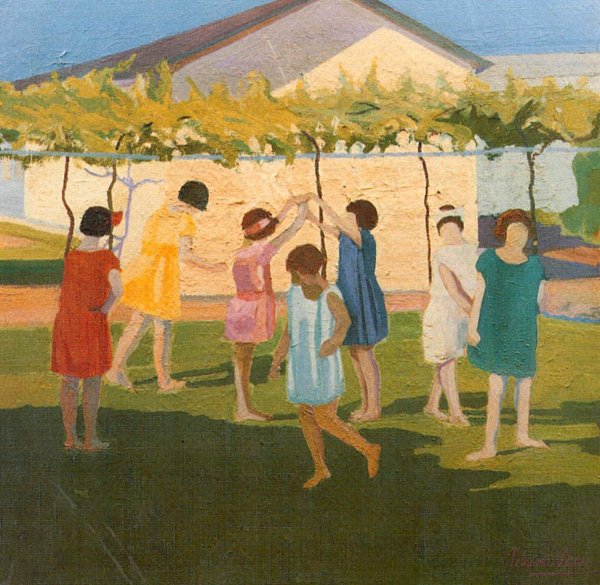
Petrona Viera, Recreo (1924) Museo Nacional de Artes Visuales

## Período prehistórico y prehispánico
Existen en Uruguay registros de pintura rupestre con tan variadas opiniones en su datación que podrían haber sido realizadas entre  6000 a. C. y 1500 d. C. La mayor concentración se encuentra en la localidad rupestre de Chamangá, pictografías de formas geométricas que incluyen impresiones de manos adultas y juveniles, trazos y formas geométricas realizadas con pigmentos y petroglifos.
De las civilizaciones precolombinas del actual territorio uruguayo no se conservan otros registros pictóricos aparte de diseños grabados en cerámicas y tallas en piedra.

## Pintores viajeros e inicio de la iconografía nacional
La pintura como tal comienza a definirse en Uruguay a principios del siglo XIX con los pintores viajeros que llegaban de Europa a realizar dibujos y grabados a modo de crónicas visuales sobre habitantes, paisajes y ciudades. 
En 1808 llegó a Uruguay desde su España natal Juan Manuel Besnes e Irigoyen, su obra pictórica integrada por numerosos óleos, acuarelas y litografías, incluyen escenas del Sitio de Montevideo, la Guerra Grande y usos y costumbres de los primeros años de vida independiente del país. Es considerado el primer pintor del Uruguay.
A mediados del siglo XIX Juan Manuel Blanes comienza  sus óleos de temas históricos, retratos y alegorías. Los encargos oficiales de escenas históricas, tanto uruguayas como argentinas lo establecieron como referente en la región. Es conocido como “el pintor de la patria” por  sus lienzos El juramento de los Treinta y Tres Orientales, La batalla de Las Piedras, La revista de 1885, entre otros, realizados con gran rigor historicista y apegados a los preceptos académicos europeos, así como los paisajes de campo de sus escenas gauchescas.

## SigloXX
A finales del siglo XIX, el joven Carlos Federico Sáez adepto a las nuevas corrientes de la pintura europea, introduce una expresión de pinceladas dinámicas y empastes densos. Posteriormente, de influencia impresionista y del luminismo español, destacan las obras de Pedro Blanes Viale, Carlos María Herrera, Humberto Causa y Manuel Rosé.
A comienzos del siglo XX Rafael Barradas conoce en Europa las vanguardias pictóricas. Con bases del futurismo y del cubismo desarrolla su personal “vibracionismo”, que luego abandonaría por el estilo de colores planos y paleta baja por el que es más conocido en sus series de trabajadores y personajes de pueblo.
A partir de 1918 Pedro Figari se aboca a la pintura, buscando afianzar la identidad regional y americana, en sus cartones recrea el pasado histórico y social del Río de la Plata, con escenas de bailes del campo y la ciudad, candombes y diversas tradiciones criollas en un estilo personal del que se reconocen ciertas formalidades impresionistas.

### Planismo
En la década de 1920 desde el Círculo de Bellas Artes se impone la modalidad “planista”, escenas y paisajes bidimensionales caracterizados por un tratamiento plano de los colores y paleta luminosa dominada por los colores primarios. Durante una década varios artistas uruguayos se apegaron a sus preceptos, entre ellos José Cuneo Perinetti, Carmelo de Arzadun, Alfredo De Simone, Humberto Causa, Domingo Bazzurro, entre otros. Guillermo Laborde fue un gran divulgador de los principios planistas, entre sus alumnos destaca Petrona Viera quien continuara con el estilo pictórico hasta 1943 y del cual es una de las más destacadas representantes.

### Realismo social
A partir de 1930 José Cuneo Perinetti comienza la serie de ranchos, lunas y acuarelas del campo uruguayo. En 1933 la visita del muralista mexicano David Alfaro Siqueiros, casi coincidente con el golpe de Estado de Gabriel Terra situaron en primer plano la problemática social y política que se refleja en las obras de Felipe Seade, Pedro Miguel Astapenco y Norberto Berdía, entre otros.

### Constructivismo
En 1934 Joaquín Torres García funda la Asociación de Arte Constructivo y el Taller Torres García, donde se formó una generación bajo su fuerte impronta, resultado de las experiencias del maestro que reúne elementos del neoplasticismo, el cubismo y el primitivismo, regidos bajo la proporción áurea y los preceptos del universalismo constructivo en la búsqueda de un lenguaje universal. El legado de Torres García en la pintura uruguaya se continúa en sus alumnos y seguidores, con un estilo característico de símbolos, proporción y paleta, reconocible en la obra de Augusto Torres, Horacio Torres, Julio U. Alpuy, Francisco Matto, Alceu Ribeiro, Edgardo Ribeiro, José Gurvich, Manuel Pailós y Gonzalo Fonseca, entre otros.

### Movimiento MADÍ
En 1946 Carmelo Arden Quin, Rhod Rothfuss y el argentino-húngaro Gyula Kosice iniciaron el Movimiento Madí que pretende expandir ilimitadamente las posibilidades de continuidad del cuadro. Sus pinturas se caracterizan por planos geométricos de colores planos que eliminan toda referencia a formas naturales con marcos irregulares de formas no convencionales integrados a la pintura. Otros representantes uruguayos de este movimiento son Rodolfo Ian Uricchio y Bolívar Gaudín.

### La "No figuración" y los informalistas
En la década de 1950 se destacaron dos corrientes principales, una de profundización realista que buscaba ampliar la plataforma social del arte, principalmente encausada a partir de 1953 en el Club de Grabado de Montevideo y otra atraída por el lenguaje simbólico de la abstracción geométrica. A partir de 1952 las exposiciones de “Arte No Figurativo” reunieron a José Pedro Costigliolo, María Freire, Washington Barcala, Miguel Ángel Pareja y Vicente Martín, entre otros. A fines de 1953, en respuesta al debate figuración-abstracción surge el grupo “La Cantera”, integrado principalmente por alumnos de Miguel Ángel Pareja y Vicente Martín. En ese mismo sentido, en la década de 1960 destacan los informalistas, Hilda López, Jorge Daminai, Washington Barcala, Manuel Espínola Gómez, Raúl Pavlostzky, entre otros, quienes privilegiaron lo matérico con expresiones más libres y la nueva figuración de Nelson Ramos, Haroldo González, Luis Alberto Solari y Hugo Longa, que incorporaron nuevos elementos conceptuales.
Durante la década de 1970, período de la dictadura cívico-militar en Uruguay, el inquieto ambiente artístico de la década anterior cae prácticamente en silencio, acompañado del cierre de la Escuela de Bellas Artes y el exilio de numerosos artistas. Se mantuvo la actividad en los talleres particulares de Nelson Ramos, Guillermo Fernández, Hilda López y Hugo Longa, entre otros.

### Época actual
A mediados de los 80 surge una renovada generación de pintores, entre los que destacan Virginia Patrone, Álvaro Pemper, Carlos Musso, Carlos Seveso, Hugo Longa y Ernesto Vila, entre otros.
En la actualidad gran cantidad de artistas y productores culturales trabajan sobre diversas líneas tanto en el país como en el exterior. Uruguay cuenta con un pabellón propio en la Bienal de Venecia y en cada edición envía en representación designada por una Comisión de Artes Visuales, a uno o más artistas destacados del medio en diversas disciplinas artísticas.
Si bien el arte actual está fuertemente marcado por nuevos medios como la fotografía, el video, las instalaciones o el arte conceptual, la pintura en Uruguay continúa teniendo fuertes representantes en Lacy Duarte, Fernando López Lage, Clever Lara, Pedro Peralta, Ignacio Iturria, Diego Donner, Marcelo Legrand, Martín Verges Rilla, Eduardo Cardozo, Javier Bassi y muchos otros, así como jóvenes que comienzan sus carreras artísticas y eligen la pintura como principal medio de expresión.